# 비기너즈!
비기너즈!(일본어: ビギナーズ!)는 TBS에서 2012년 7월 12일부터 2012년 9월 20일까지 매주 목요일 밤 9시에 방송된 일본의 텔레비전 드라마이다.
일본 아이돌 그룹 Kis-My-Ft2의 후지가야 타이스케 주연의 첫 작품이며, 같은 멤버인 키타야마 히로미츠와는 《미사키 넘버 원!!》 이후 1년 3개월만에 연속 드라마 출연하였다. 본작은 경찰학교를 무대로 9명의 문제 신입생들이 모여 있는 교실 'S클래스'에서 그들만의 청춘과 열정, 사랑을 통해 꿈을 성장해가는 청춘 코믹드라마이다.

## 등장 인물

### 가나가와 현 경찰학교

#### S 클래스
※S클래스는 사쿠라바 교실의 통칭.
- 시무라 텟페이 (18) : 후지가야 타이스케 (Kis-My-Ft2)

통칭 '텟페이'. 출석번호 7번. 사쿠라바 교실 조장. 고교 시대에 육상부를 나와, 품행 나쁜 무리와 연루되게 되지만, 어린 시절 유이치와 협력해 어릴 적 때부터 동경하던 경찰학교로 입학하는 일이 왔다.
- 타치바나 단지 (18) : 키타야마 히로미츠 (Kis-My-Ft2)

통칭 : '단지'. 출석번호 1번. 서기계. 고집 세고 진면목 있는 성격. 대조적인 성격의 텟페이와는 모조리 대립해, 다툼이 끊어지지 않는다. 중간 시험에서의 성적이 인정되어, 통상훈련을 실시하는 이가라시 교실에서 일시적으로 옮기지만 그 교실에서 문제가 일어나, 다시 S클래스로 돌아온다.
- 모모에 히로 (18) : 고리키 아야메

통칭 : '히로'. 출석번호 8번. 도서계. 밝고 낙천적인 성격. 만사에 대해서 진지함이 부족한 면이 있다.
- 야마네 쇼고 (18) : 에모토 토키오

통칭 : '야마네'. 출석번호 6번. 자치계. 타인과 커뮤니케이션을 취하는 것이 서툰 내향적인 성격을 가지고 있다. 운동능력이 전무해 똑같은 데 비해, 두뇌 레벨이 높은 수준이다. 상대의 얼굴을 정확히 묘사하는 일이 가능해, 몽타주 수사관의 소질이 있다.
- 스기야마 히로타카 (25) : 코야나기 유우

통칭 : '스기짱'. 출석번호 3번, 체육계. 유도 유단자. 훌륭한 체격과 반비례해, 매우 부끄러운 성격을 가지고 있어, 소중한 장면에서 매정한 결점이 있다.
- 이시오카 다이치 (22) : 이시이 토모야

통칭 : '이시쿤'. 출석번호 4번. 회계계. 전 샐러리 맨.
- 온다 유이치 (18) : 모리 렌

출석번호 2번. 어린 시절의 텟페이와 함께 열심히 경찰관이 되자고 한 꿈을 가지고 있었지만, 경찰학교의 가입학 훈련에서 병이 악화되어, 탈락이 불가피되었다.
- 니이지마 치아키 (19) : 오카모토 아즈사

통칭 : '치아키짱'. 출석번호 9번, 사쿠라바 교실 부조장. 청초한 분위기의 미인. 누구에 대해서도 부끄럽지만, 아가씨 타입.
- 후쿠하라 요코 (20) : 미즈사와 에레나

통칭 : '요코'. 출석번호 5번, 보건 위생계, 전 자위관. 타인과 허물 없이 하지 않고, 거절하는 태도를 보인다. 
 자위관 재임 중 상사로부터 남녀 차별과도 같은 질책을 받아, 머리에 피가 나 상사를 때려 버린다. 남자에게도 지지 않는 체력이 어느 자부해, 또한 확고하는 프라이드를 가지고 있다.

#### 교직원
- 류자키 미사키 (35) : 이시다 히카리

사쿠라바 교실 조교. 가입학을 가르치는 일반적인 보행 · 구보 훈련은 가르치지 않고, 시설 등의 청소나 학생이 싫어하는 것을 철저하게 지시해, 자퇴생을 쫓아내기 위해 지도를 한다.
- 사쿠라바 나오키 (43) : 스기모토 뎃타

사쿠라바 교실 담당 교관. 훈련생을 직접 지도하는 일은 없고, 모두 조교인 류자키에게 맡겨지고 있다. 다만, 훈련생이 궁지로 몰리면 그 학생들이 본래 가지고 있는 능력을 시험할까 하기 위해 특수한 능력을 맡는다.
- 미네 유리 : 아오야마 노리코

경찰학교 내과 전문의.
- 오니즈카 다쓰오 : 다테 사토루

오니즈카 클래스 담당 교관. 훈련생 안에서도 매우 우수한 학생이 모이고 있다.
- 다카무라 고타로 (55) : 가가 다케시

가나가와 현 경찰 학교장

### S 클래스의 가족들
- 시무라 마나쓰 (16) : 모리타카 아이

뎃페이의 동생
- 시무리 교이치로 (50) : 구니히로 도미유키

뎃페이의 아버지. 요코스카에 있는 쿠리모토 창고에서 직원으로 일하고 있다.
- 후쿠다 기요시 (40) : 야나기사와 신고

뎃페이의 삼촌. 스시 집 '후쿠 스시'를 경영한다.
- 후쿠다 아키코 - 마쓰나가 레이코

- 다치바나 리카코 - 호리우치 게이코

- 모모에 요시노리 (40) : 미야카와 이치로타

히로의 아버지. 부부로 모모에 양과자점을 경영하고 있다.
- 모모에 도모미 (40) : 가와이 미치코

히로의 어머니.

### 각화 게스트

#### 제3화
- 고사카 마치코 : 모리 칸나

Facebook를 통해 이시오카와 친구가 된다.
- 타케바야시 노리코 : 이토 슈코

마치코의 친구.
- 무카이 히데키 : 사노 카즈마

치아키짱과 원거리로 교제하고 있는 그이.
- 선배 경찰관 : 스즈키 타쿠

이세자키히가시 경찰서 지역과 이세자키 몰 파출소 주재 순경.
- 라멘 가게 점원 : 야마자키 마사야

#### 제5화
- 이가라시 쓰요시 : 마쓰오 사토루

이가라시 교정 담당 교관. 요코하마에서의 파출소 근무 시절에 다치바나와 면식이 있다. 체벌을 가진 훈련생을 지도한다.
- 스즈키 데쓰오 : 마쓰이 다이고

이가라시 클래스의 훈련생. 교정의 짐적인 존재로, 집단 괴롭힘을 겪고 있다. 비상으로 겁이 많은 성격을 하고 있어, 야간의 순찰도 만족해 하지 않는다.
- 하마노 슌페이 : 시부야 겐토

이가라시 클래스 반장. 열등생인 스즈키에게 방해를 하고 있어, 그 원한으로부터 스즈키 괴롭히기의 리더로 하고 있다. 이가라시의 앞에서는 완벽한 우등생을 연기하고 있다.

#### 제7 - 8화
- 사카구치 아키히로 : 사토이 켄타

#### 제8화
- 세키네 키요코 : 이와모토 마스요

- 쿠리타니 토오루 : 키타미 토시유키

- 호소가와 후쿠코 : 미야지 마사코

## 주제곡
- Kis-My-Ft2 〈WANNA BEEEE!!〉 (avex trax)

## 방송일 및 부제, 시청률
| 각화                                                      | 방송일          | 부제                                                           | 연출              | 시청률 |
| --------------------------------------------------------- | --------------- | -------------------------------------------------------------- | ----------------- | ------ |
| #1                                                        | 2012년 7월 12일 | 자유 … 청춘 … 연애 … 그런 건 모두 없다!! 경찰학교는 지옥이었다 | 야마무로 다이스케 | 8.5%   |
| #2                                                        | 2012년 7월 19일 | 겁쟁이가 남아 영웅이 되는 날                                   | 야마무로 다이스케 | 9.9%   |
| #3                                                        | 2012년 7월 26일 | 청춘은 한 번만!! 짝사랑은 갑자기…                              | 나카마에 유지     | 5.9%   |
| #4                                                        | 2012년 8월 9일  | 단념하지 않는 기분                                             | 나카마에 유지     | 7.0%   |
| #5                                                        | 2012년 8월 16일 | 하나가 된다                                                    | 무토 준           | 8.1%   |
| #6                                                        | 2012년 8월 23일 | 첫 키스                                                        | 야마무로 다이스케 | 7.6%   |
| #7                                                        | 2012년 8월 30일 | 지고 싶지 않다                                                 | 무토 준           | 6.5%   |
| #8                                                        | 2012년 9월 6일  | 꿈이 목표로 변한다                                             | 야마무로 다이스케 | 6.4%   |
| #9                                                        | 2012년 9월 13일 | 최종장 전편·바라는 미래에!                                     | 나카마에 유지     | 7.1%   |
| #10                                                       | 2012년 9월 20일 | 오늘 밤 최종회 · 안녕 경찰학교                                 | 야마무로 다이스케 | 5.7%   |
| 평균 시청률 : 7.3% (시청률은 비디오 리서치사 조사에 한함) |                 |                                                                |                   |        |

- 8월 2일은 런던 올림픽 중계때문에 방송 휴지.